# Alpheus S. Williams

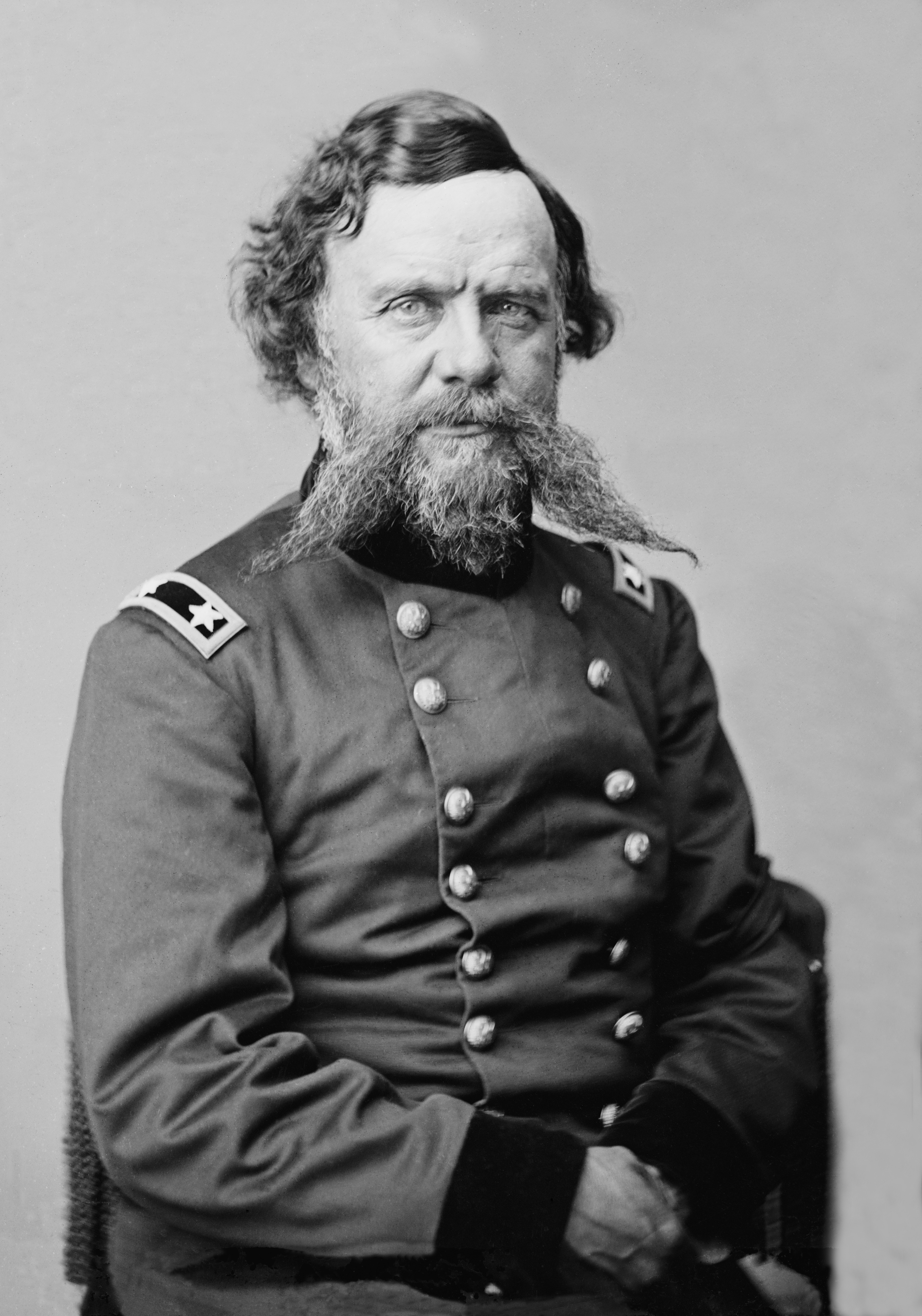
Alpheus S. Williams

Alpheus Starkey Williams (* 20. September 1810 in Saybrook, Middlesex County, Connecticut; † 21. Dezember 1878 in Washington, D.C.) war ein amerikanischer Offizier und Generalmajor des Unionsheeres während des Bürgerkrieges. Nach Kriegsende wurde er Politiker und vertrat von 1875 bis 1878 den Bundesstaat Michigan im US-Repräsentantenhaus.

## Werdegang
Alpheus Williams besuchte bis 1831 das Yale College. Nach einem anschließenden Jurastudium und seiner im Jahr 1837 erfolgten Zulassung als Rechtsanwalt begann er in Detroit in seinem neuen Beruf zu arbeiten. Von 1840 bis 1844 arbeitete er auch als Nachlassrichter. In dieser Zeit gab er auch die Zeitung „Detroit Daily Advertiser“ heraus. Während des Mexikanisch-Amerikanischen Krieges war Williams Oberstleutnant in einer Infanterieeinheit aus Michigan. Zwischen 1849 und 1853 fungierte er als Posthalter in Detroit. Während des Bürgerkrieges erreichte er den Rang eines Brevet-Generalmajors. Dabei war er zeitweise Kommandeur des 12. Armeekorps. Williams nahm an mehreren Schlachten (Fredericksburg, Chancellorsville, Gettysburg) teil und wurde dabei auch verwundet. Er gehörte zu den Truppen unter General William T. Sherman, die im Jahr 1864 während des Atlanta-Feldzuges durch Georgia, South Carolina und North Carolina zogen.
Politisch war Williams Mitglied der Demokratischen Partei. Im Jahr 1866 kandidierte er erfolglos für das Amt des Gouverneurs von Michigan: Mit 41,4 Prozent der Stimmen unterlag er dem republikanischen Amtsinhaber Henry H. Crapo. Danach vertrat er von 1866 bis 1869 die Vereinigten Staaten als Botschafter in El Salvador.
Bei den Kongresswahlen des Jahres 1874 wurde Williams im ersten Wahlbezirk von Michigan in das US-Repräsentantenhaus in Washington, D.C. gewählt, wo er am 4. März 1875 die Nachfolge von Moses W. Field antrat. Nach einer Wiederwahl konnte er bis zu seinem Tod am 21. Dezember 1878 im Kongress verbleiben. Dort war er Vorsitzender des Ausschusses zur Verwaltung des District of Columbia.